# Karin Zielinski
Karin Zielinski (Lima, 24 d'abril de 1982) és una compositora, productora musical, arranjadora i cantant peruana que ha treballat en diversos projectes musicals i audiovisuals al seu país. Entre els seus treballs més destacats es troba la creació de la banda sonora per a la pel·lícula peruana El limpiador, del director Adrián Saba, treball que li va valer un premi del públic a la Millor Música Original al Festival Internacional de Cinema de Punta del Este, així com una nominació a la Millor Música Original en la primera edició dels Premis Platino del Cinema Iberoamericà 2014.

## Inicis musicals
Va començar a compondre les seves primeres peces instrumentals a partir dels 13 anys. Després de portar estudis en guitarra clàssica va començar a escriure cançons i a portar classes de cant, la qual cosa la va portar a compondre diferents cançons i a acabar conformant part de la primera generació de cantants del grup vocal Voces del Jazz dirigit per Mónica Gastelumendi i pertanyent a la Asociación Cultural Jazz Perú per aquesta època dirigida per Gabriel Alegría. Aquesta etapa va ser molt important per a començar a adquirir altres eines que més endavant utilitzaria en la seva carrera de compositora.
La seva carrera musical professional va començar en 2005 conformant el trio de jazz vocal Ezquilache al costat de les cantants María Laura Bustamante (Alejandro i María Laura) i Yoly García. Amb Ezquilache llançarien una primera producció discogràfica A Tierra Negra (2007), on experimentarien amb diferents gèneres com el jazz, funk, R&B, pop i la seva fusió amb sons afroperuans. A Tierra Negra va ser un dels discos de jazz més venuts al Perú en 2007 i el grup va tenir relatiu èxit en l'escena local de Lima. Però en 2008 cada integrant emprendria projectes propis i finalment se separarien.
Al començament del 2010 comença a produir el seu primer àlbum com a solista. Fa una recopilació de 10 dels seus temes que parlen sobre diferents situacions en la seva vida com a universitària, sobre la seva ciutat natal Lima i sobre les coses que la inquieten, és així com neix Manzanas en el suelo, un disc indie folk - pop, que ressalta pels seus arranjaments de vents, cordes, guitarres i teclats. És llançat el 10 de juny de 2014 rebent molt bones crítiques.

## Formació
Zielinski va estudiar la carrera de Ciències de la Comunicació a la Universitat de Lima, carrera que va despertar el seu interès pel cinema i l'audiovisual. Altres estudis inclouen guitarra clàssica, piano, cant, jazz vocal, harmonia, composició i música electrònica. A més compta amb un màster en bandes sonores i mitjans audiovisuals atorgat per l'Escola Superior de Música de Catalunya, ESMUC (Barcelona).

## Cinema, teatre i televisió
Comença a treballar en l'elaboració de bandes sonores per a diferents curtmetratges i documentals com El niño y el mar, Bsb, Cuidados intensivos, Faique, Dinosaurio, entre altres i és així com el 2010 té l'oportunitat de crear la banda sonora per al curtmetratge animat El mundo invisible, basat en l'àlbum il·lustrat del reconegut artista plàstic peruà Fito Espinosa. Amb aquest treball llança un EP amb la música del film.
En 2011 funda el seu propi estudi de postproducció de so Stereomonkey al costat del seu soci i parella Raúl Astete. En ell comencen a treballar en diversos projectes audiovisuals i musicals. És en aquest mateix any que comença a treballar en la banda sonora per a la pel·lícula peruana El limpiador, primer llargmetratge del director Adrián Saba. El seu treball va obtenir molt bona crítica i un premi en 2013 a Millor Música Original en el Festival Internacional de Cinema de Punta del Este, destacant entre més de 25 films a nivell iberoamericà.
En 2013 comença a treballar en la banda sonora per a la pel·lícula Sueños de Gloria, del director Álex Hidalgo, primer musical feta al Perú. També comença a treballar en la música per a la posada en escena de Canciones para Mirar de María Elena Walsh i sota la direcció del mestre Alberto Ísola.
En 2014, el seu treball a El Limpiador a ser seleccionat entre més de 700 pel·lícules a nivell iberoamericà obtenint una nominació a Millor Música Original en la primera edició dels Premis Platino del Cinema iberoamericà 2014, on va poder competir al costat de 2 grans compositors internacionals d'àmplia trajectòria, l'argentí Emilio Kauderer i l'espanyol Joan Valent.
Aquest mateix any Zielinski treballa en la música original del documental televisiu Camino a la Hoyada, un documental d'Andrés Cotler i que parla sobre les desaparicions forçades a la regió de Ayacucho durant l'època del Terrorisme al Perú dels anys 80.
És convocada per Giovanni Ciccia per treballar en la música per a l'obra teatral Un Fraude Epistolar, escrita per Fernando Ampuero del Bosque i dirigida per Ciccia. En aquesta obra té l'oportunitat d'endinsar-se en gèneres que tenen a veure més amb les seves arrels peruanes i reconnectar-se amb Autors de la Lima de 1900
En 2015 arribaria l'oportunitat de treballar amb Francisco Lombardi, emblemàtic director peruà i amb qui va tenir l'oportunitat de treballar la seva última pel·lícula, Dos Besos (2015), és la història d'un complex triangle amorós que desencadena una sèrie de fets i canvis en els seus tres personatges.
El 2016 La Última Tarde, segon llargmetratge de Joel Calero, narra la història d'una parella en procés de divorci que no s'ha vist en 19 anys, seguint-li els passos durant una sola tarda. Aquesta pel·lícula s'ha passejat per diferents festivals obtenint importants premis com a Millor Actriu per Katherina D'Onofrio al Festival de Cinema de Punta del Este i Millor Director per a Joel Calero al Festival Internacional de Cinema a Guadalajara. Zielinski intervé en l'última escena del film ja que en el moment de la postproducció l'equip es va adonar que hi havia un buit que necessitava ser narrat d'una altra forma, segons les seves pròpies paraules: És una pel·lícula que flueix sola a través dels seus diàlegs i que només necessita aquesta embranzida final de la música en l'última escena, quan els seus personatges justament deixen de parlar. La música llavors es converteix en el diàleg que uneix a tots dos personatges en l'epíleg, es converteix en la seva veu de manera imperceptible i ens porta al final.
Entre 2016 i 2017 es muda a Barcelona per a estudiar un màster en Bandes Sonores i música per a Mitjans Audiovisuals a l'Escola Superior de Música de Catalunya, on té l'oportunitat de col·laborar per primera vegada amb l'Orquestra Simfònica de Bratislava. En tornar a Lima, Zielinski comença a treballar en la banda sonora de Django: sangre de mi sangre, un policial dirigit per l'emblemàtic director Aldo Salvini. Per a aquesta pel·lícula Zielinski torna a recórrer a l'Orquestra Simfònica de Bratislava per a gravar la música original.

## Filmografia

### Curtmetratges
- Reunión (2009), dir. Antolín Prieto (Perú)
- Rumeits (2009), dir. Gonzalo Ladines (Perú)
- Bsb (2010), dir. César Fe (Perú)
- El mundo invisible (2010), dir. César Fe i Brian Jacobs (Perú)
- El niño y el mar (2011), dir. Mauricio Rivera Hoffman (Perú)
- Dinosaurio (2011), dir. Josué Chávez (Perú)
- Cuidados Intensivos (2011), dir. Brian Jacobs (Perú)
- El acompañante (2012), dir. Álvaro delgado Aparicio (Perú)
- Alondra (2013), dir. Diego Vega i Daniel Vega (Perú)
- Nocturno (2014), dir. Roberto Flores (Perú)
- La Última Función (2015), dir. Roberto Flores (Perú)
- General Choquehuanca (2015), dir. Carlos Grados (Perú)
- La Rabia (2015), dir. Adriana Álvarez (Perú)
- AYA (2016), dir. Francesca Canepa (Perú)
- Dress in Black (2017), dir. Alberto J. Gutiérrez (Perú)
- Ni tuya ni mía (2017), dir. Norma Velásquez (Perú)
- Baby (2017), dir. Thais Drassinower (Estados Unidos - Perú)
- Casa al atardecer (2017), dir. Jorge Isaac Aróstegui (Argentina)
- Hotel Paraiso (2017), dir. Gabriel Páucar (Perú)
- La Condenada Evolución (2017), dir. Millanes Rivas (España)
- Humano (2017), dir. Marco Castro (Perú)
- Atrapadas (2018–2019), dir. Nataly Vergara (Perú)
- Non Silences (2018), dir. Francesca Canepa (Perú - España)
- El Silencio del Río (2019), dir. Francesca Canepa (Perú)
- El Juego (2019), dir. Rogger Vergara (Perú)
- Zulen y yo (2020), dir. Michelle Alexander (Perú)
- Vestiduras (2020), dir. Brian Jacobs (Perú)
- Palabras Urgentes (2021), dir. Sergio Fernández i Mateo Krystek (Perú)

### Llargmetratges
- El limpiador (2013), dir. Adrián Saba, Música Original
- Sueños de gloria (2013), dir. Álex Hidalgo, Música Original
- Dos Besos (2015), dir. Francisco Lombardi, Música Original
- La Última Tarde (2016), dir. Joel Calero, Música Original
- Margarita (2016), dir. Frank Pérez Garland, Tema Principal Princesa
- Infamia (2017), dir. Andrés Vernal, Música Original
- Django: sangre de mi sangre (2018), dir. Aldo Salvini, Música Original
- Amigos en Apuros (2018), dir. Joel Calero, Lucho Cáceres, Música Original
- Willaq Pirqa (2018), dir. César Galindo, Música Original
- Larga Distancia (2019), dir. Franco Finnochiaro, Música Original
- Django: en el nombre del hijo (2019), dir. Aldo Salvini, Música Original
- El Corazón de la Luna (2020), dir. Aldo Salvini, Música Original
- La Casa Del Caracol (2020), dir. Macarena Astorga, Música Original (Espanya - Perú)
- El Refugio (2021), dir. Macarena Astorga, Música Original (Espanya - Perú)
- De Caperuza a Loba (2022), dir. Chus Gutiérrez, Música Original (Espanya - Perú)

### Documentals
- Faique (2012), dir. La Furia Films
- Camino a la Hoyada (2014), dir. Andrés Cotler
- Teodomira (2014), dir. Daniel Vega
- Identidad (2019), dir. José Carlos García
- El Canto De Las Mariposas (2020), dir. Nuria Frigola
- Invasión Drag (2020), dir. Alberto Castro
- Destapadas (2021), dir. Paola Molina
- Las Cautivas (2021), dir. Natalia Maysundo

## Teatre
- Canciones para mirar (2014), María Elena Walsh, dir. Alberto Isola
- Un Fraude Epistolar (2014), Fernando Ampuero del Bosque, dir. Giovanni Ciccia

## Discografia
- A tierra negra (2007), amb Ezquilache
- El mundo invisible (2011), Soundtrack
- Manzanas en el suelo (2014), Solista
- El limpiador Original Motion Pictur Soundtrack (2014), Soundtrack
- Camino a la Hoyada, Original Motion Picture Soundtrack (2017), Soundtrack
- Django Sangre de Mi Sangre, Banda Sonora Original (2018), Soundtrack

## Premis i nominacions
| Premi                                              | Categoria                               | Treball              | Resultat  | Any  |
| -------------------------------------------------- | --------------------------------------- | -------------------- | --------- | ---- |
| Festival Internacional de Cinema de Punta del Este | Premi del Públic Millor Música Original | El limpiador         | Guanyador | 2013 |
| Premis Platino del Cinema Iberoamericà             | Millor música original                  | El limpiador         | Nominat   | 2014 |
| Premis Luces El Comercio                           | Milor Artista Revelació 2014            | Manzanas en el suelo | Nominat   | 2014 |
| The Monthly Film Festival TMFF                     | Best Original Score of The Month        | Humano               | Guanyador | 2018 |